# Гвасалия, Омари Михайлович
Омари Михайлович Гвасалия (31 августа 1942 — 21 апреля 1992) — советский грузинский кинорежиссёр и сценарист, театральный педагог.

## Биография
В 1968 году окончил ВГИК (мастерская Л. В. Кулешова и А. С. Хохловой).
Работал на Грузинской студии хроникально-документальных и научно-популярных фильмов, на киностудиях «Мосфильм» (1972) и «Грузия-фильм».
С 1974 года преподавал в Театральном институте имени Ш. Руставели. Трагически погиб в автокатастрофе 21 апреля 1992 года.

## Фильмография

### Режиссёр
- 1972 — Вид на жительство
- 1974 — Они будут счастливы
- 1978 — Зелёный остров надежды
- 1980 — До встречи, друг!
- 1984 — Рассказ бывалого пилота
- 1990 — Осада

### Сценарист
- 1974 — Они будут счастливы — совместно с А.Страховым
- 1984 — Рассказ бывалого пилота
- 1990 — Осада
- 1992 — Счастливая деревня

### Документальные фильмы
- 1969 — Фреска
- 1975 — Диалог
- 1980 — 70 вопросов